# Mount Shasta
Shasta je v současnosti neaktivní sopka ležící v Kalifornii, USA. Druhá nejvyšší hora Kaskádového pohoří (4317 m) a sedmá nejvyšší hora Kalifornie. Hora je významným duchovním místem původních obyvatel Ameriky, jako i poutním místem novějších náboženství (Hnutí Já jsem).

## Geologická charakteristika

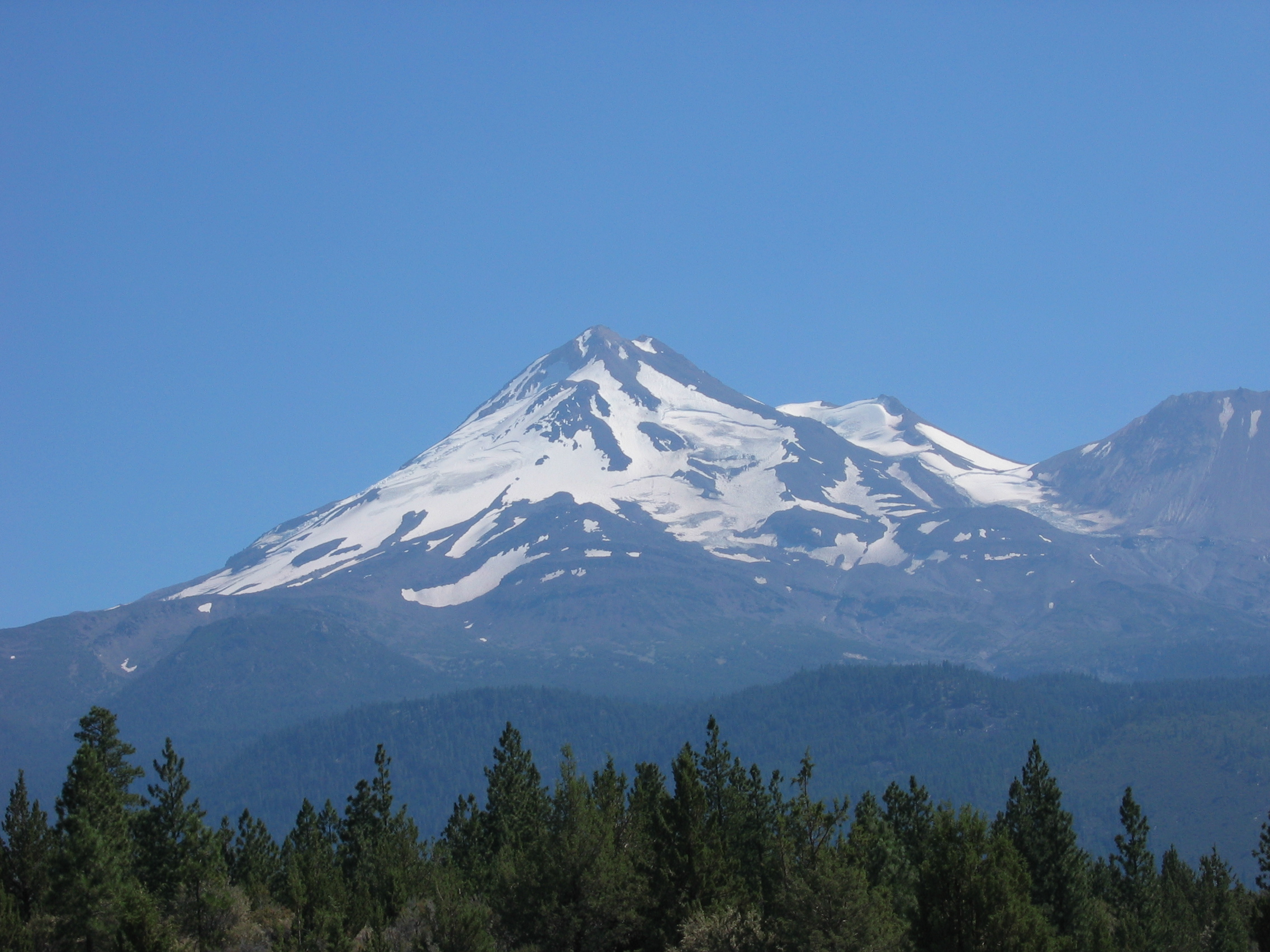
Mount Shasta

Stáří sopky se odhaduje na 600 000 roků. Přibližně před 300 000 lety došlo k obrovské erupci a destrukci celé severní strany hory, pozůstatkem této katastrofy je údolí Shasta Valley. Zbytky původní stavby vulkánu se nacházejí na jižní straně hory – silně erodované andezitové a dacitové lávy z kráteru Sargeants Ridge.

Během posledních 10 000 let se erupce objevovaly s přestávkami 800 roků s postupným zkracováním intervalů (600 roků). Poslední erupce byla zaznamenaná v roce 1786. Na sopce se stále vyskytují aktivní fumaroly a horké prameny, proto ji nemůžeme považovat za úplně vyhaslou, ale jen za spící, s rizikem možné erupce.